# Hansepâjuk Gabrielsen
Hans „Hansepâjuk“ Karl Isak Anthon Gabrielsen (* 26. November 1925 in Saqqaq; † 2004) war ein grönländischer Buchhalter und Sportfunktionär.

## Leben
Hansepâjuk war der Sohn des Jägers Karl Peter Niels Magnus Gabrielsen (1893–1936) und seiner Frau Sabine Marie Louise Karen Markussen (1895–1932). Am 1. Juni 1957 heiratete er die Dänin Hanne Stella Klenz (1936–?).
Er verlor jung seine Eltern und wuchs in Qullissat auf. Dort organisierte er in jungen Jahren von 1946 bis 1947 die Arbeiterbewegung und konnte für die Minenarbeiter eine Lohnerhöhung um 60 % erzielen. Er erhielt 1951 sein Handelsexamen in Dänemark und begann anschließend ein Studium in Wirtschaft, Steuer und Revision an der Handelshochschule Kopenhagen und arbeitete am Revisions- und Verwaltungsinstitut Kopenhagen. 1958 wurde er im Grönlandministerium angestellt. Von 1960 bis 1961 arbeitete er bei Price & Waterhouse und dann bis 1967 bei der Revisionsgesellschaft C. C. H. von Rosen. Von 1967 bis 1971 war er Berater bei KNAPK und dann bis 1979 Buchhalter von Grønlands Landsråd. Mit Einführung der Hjemmestyre wurde er Kassenprüfer der grönländischen Landeskasse, was er bis 1990 blieb.
Nebenher war Hansepâjuk Mitglied zahlreicher Aufsichtsräte und Ausschüsse. Von 1956 bis 1963 war er Vizevorsitzender der Vereinigung Kalâtdlit in Kopenhagen und von 1958 bis 1962 Redakteur der Vereinszeitung. Von 1971 bis 1990 war er Sekretär mehrerer Stiftungen. Von 1971 bis 1973 war er Kassenwart in Grønlands Skiforbund. Er stand von 1973 bis 1985 Grønlands Idrætsforbund vor und war in derselben Zeit auch Verwaltungsmitglied im Dansk Idrætsforbund. Von 1974 bis 1979 war er Mitglied im Grönländischen Informationsbund und von 1980 bis 1988 im Informationsrat. Er war Aufsichtsratsmitglied der Atuagagdliutit von 1968 bis 1974, von 1977 bis 1985 Verwaltungsmitglied bei Grønlands Data Service und von 1987 bis 1990 bei Kalaallit Nunaata Radioa. Von 1987 bis 1989 war er Schatzmeister der Siumut. Er war Mitredakteur von Idrætten i Grønland.
Er erhielt 1979 das Ehrenzeichen in Gold vom Dansk Idrætsforbund, war Ehrenmitglied des Boxvereins Nanok, sowie von Grønlands Tæ-Kwondo Forbund und Grønlands Badminton Forbund. Am 30. November 2000 erhielt er den Nersornaat in Silber.

## Werke
- 1970: Skat – hvordan og hvorfor
- 1978: Kalâtdlit Nunãne timerssorneĸ – Kalâtdlit Nunãne timerssoĸatigît kátuvfiata naĸitertitâ ukiunik 25-lîvdlune nagdliútorsiornera pivdlugo
- 1988: Jonathan Motzfeldt 50 år (mit Jørgen Fleischer)